# ييدا كروسيوس
ييدا كروسيوس (بالبرتغالية: Yeda Crusius، من مواليد 29 يوليو 1944) هي خبيرة اقتصادية وكان حاكم ولاية ريو غراندي دو سول البرازيلية من 1 يناير 2007 حتى 31 ديسمبر 2010. كانت أول امرأة في منصب حاكمة الولاية. كتبت سيرتها الذاتية.

## خلفية
تخرجت في نخصص الاقتصاد من جامعة ساو باولو وجامعة فاندربيلت. تعيش في بورتو أليغري منذ عام 1970، عندما تزوجت من كارلوس أوغوستو كروسيوس. في عام 1990 انضمت إلى الحزب الديمقراطي الاجتماعي البرازيلي.

## قضايا المحكمة
اتُهمت كروسيوس بارتكاب جرائم بيئية خلال فترة توليها منصب حاكم ريو غراندي دو سول ولكن تمت تبرئتها من قبل جيلمار مينديز. كما تمت مقاضاتها بتهمة الفساد وأنشطة غسيل الأموال في عامي 2006 و2010 التي تنطوي على مجموعة أودبريشت. تم اتهام هذا التكتل البرازيلي بتقديم مدفوعات لحملة كروسيوس في الكونجرس. في عام 2019 أدانتها المحكمة الفيدرالية الثالثة في سانتا ماريا ريو غراندي دو سول، لسوء السلوك الإداري بسبب مخطط احتيال شمل إدارة مرور ولاية ريو غراندي دو سول ومؤسسة دعم التكنولوجيا والعلوم والمؤسسة التعليمية والثقافية للتنمية.